# Mikołaj ze Ściborza (chorąży)
Mikołaj ze Ściborza („de Czybore”) herbu Ostoja (zm. ok. 1315) – dziedzic i założyciel wsi Ściborze na Kujawach, chorąży inowrocławski.

## Życiorys
Prawdopodobnie był synem Ścibora Mikołajewica ze Ściborzyc (w Małopolsce) a wnukiem Mikołaja ze Ściborzyc. Sprawował urząd chorążego inowrocławskiego. W roku 1311 występował jako świadek w dokumencie sprzedaży wsi „Samociąsko” cystersom z Byszewa. Był żonaty z Ludmiłą, córką sędziego inowrocławskiego Wincentego ze Smogorzewa herbu Leszczyc. Miał synów: Mościca ze Ściborza, Mikołaja i Ścibora. Jego wnukiem był znany Ścibor ze Ściborzyc, wojewoda siedmiogrodzki.